# Cryptobranchia concentrica
Cryptobranchia concentrica är en snäckart som först beskrevs av Middendorff 1851.  Cryptobranchia concentrica ingår i släktet Cryptobranchia och familjen Lepetidae. Inga underarter finns listade i Catalogue of Life.